# Roger Walkowiak
Roger Walkowiak (Montluçon, 2 marzo 1927 – Vichy, 7 febbraio 2017) è stato un ciclista su strada francese.
Professionista dal 1950 al 1960, vinse il Tour de France 1956 e due tappe della Vuelta a España.

## Carriera
Passato professionista nel 1950, ottenne il suo primo successo nel 1952, quando fece sua una tappa al Tour de l'Ouest, gara che peraltro concluse al secondo posto della classifica generale; in quella stessa stagione fu anche terzo nella Grand Prix de Vals-les-Bains. Nel 1951 aveva partecipato al suo primo Tour de France (concluse al cinquantasettesimo posto), mentre nel 1953 ottenne dei piazzamenti nei primi dieci in un paio di tappe. Fra gli altri piazzamenti anche il secondo posto nella Parigi-Nizza e un ottavo nella Milano-Sanremo. Nel 1954 fu terzo al Tour de l'Ouest, l'anno dopo concluse invece secondo il Critérium du Dauphiné Libéré dietro Louison Bobet; aprì quindi il 1956 aggiudicandosi una tappa alla Vuelta a España.
Nel luglio del 1956 partecipò per la terza volta al Tour de France, in rappresentanza del Nord Est-Centro, una delle squadre regionali francesi. Quella quarantatreesima Grande Boucle, orfana del vincitore delle tre precedenti edizioni, il francese Louison Bobet, ma anche degli italiani Fausto Coppi e Gino Bartali e degli svizzeri Hugo Koblet e Ferdi Kübler, prendeva il via con molte incertezze riguardo al possibile vincitore. Il lotto dei papabili si decise nella settima tappa, quando una maxi-fuga di trentuno corridori giunse al traguardo di Angers con 18 minuti e 46 secondi di vantaggio sul resto del gruppo: la vittoria di tappa andò al velocista italiano Alessandro Fantini, mentre fu proprio Walkowiak a vestire la maglia gialla.
Il francese perse il simbolo del primato già nella frazione successiva, a favore dell'olandese Gerrit Voorting; a seguire la maglia passò a Jan Adriaensens e, sulle Alpi, a Wout Wagtmans, prima di tornare, al termine dell'ultima tappa alpina, la Torino-Grenoble, proprio sulle spalle di Walkowiak. In quella frazione, vinta da un Charly Gaul ormai fuori dai giochi per il successo finale, il francese, che in graduatoria inseguiva a quattro minuti da Wagtmans, riuscì a guadagnarne ben otto sul belga, ritornando definitivamente in giallo con 3'56" sul connazionale Gilbert Bauvin. La cronometro di Lione permise a Bauvin di recuperare solo parzialmente: fu Walkowiak a vincere quel Tour, a sorpresa ma meritatamente, dopo aver indossato per otto giorni il simbolo del primato. A causa del fatto che il Tour e la Vuelta in quel periodo erano corse dalle squadre nazionali, divennero gare di maggior prestigio; fu per questo motivo che vari grandi corridori non italiani, primo fra questi proprio Walkowiak, non corsero mai il Giro d'Italia.
Nel 1957 si aggiudicò un'altra tappa alla Vuelta a España, ritirandosi invece al Tour de France. Iniziò qui anche il suo definitivo declino che lo portò al ritiro nel 1960 senza ottenere più risultati. Dopo la fine della sua carriera ciclistica gestì un distributore di benzina con la moglie fino alla pensione.
Il 29 dicembre 2016, con la morte di Ferdi Kübler, era diventato il più anziano corridore vivente ad aver vinto il Tour de France. Muore il 7 febbraio 2017 all'età di 89 anni.

## Palmarès
- 1949 (dilettanti)

Grand Prix des industriels du cycle
- 1952

6ª tappa Tour de l'Ouest
- 1955

Grand Prix de la ville et des commerçants de Guéret
Circuit des Deux-Ponts - Culan
- 1956

Classifica generale Tour de France
13ª tappa, 1ª semitappa Vuelta a España
- 1957

8ª tappa Vuelta a España

### Altri successi
- 1949

Criterium di Gozet
- 1951

Criterium di Gozet
- 1952

Criterium di Gozet
- 1953

Circuito di Saint Vallier
- 1954

Criterium di Gozet
- 1955

Circuit du Bulevard - Critérium du Centre
Criterium di Bourbon-Lancy
Criterium di Commentry
Criterium di Sardent
Criterium di Montluçon
- 1956

10ª tappa, 1ª semitappa Vuelta a España (cronosquadre)
Criterium di Bourganeuf
- 1958

Criterium di Pontivy
- 1959

Criterium di Le Creusot

## Piazzamenti

### Grandi Giri
- Tour de France

1951: 57º
1953: 47º
1956: vincitore
1957: ritirato (18ª tappa)
1958: 75º
- Vuelta a España

1956: ritirato (16ª tappa)
1957: 15º

### Classiche monumento
- Milano-Sanremo

1952: 8º
1957: 74º
- Liegi-Bastogne-Liegi

1955: 26º